# Rychlobruslení na Zimních olympijských hrách 2006
Závody v rychlobruslení se na Zimních olympijských hrách 2006 v Turíně uskutečnily ve dnech 11.–25. února 2006 v hale Oval Lingotto.

## Přehled
V Turíně bylo na programu celkem 12 závodů, šest pro muže a šest pro ženy. Muži startovali na tratích 500 m, 1000 m, 1500 m, 5000 m a 10 000 m a ve stíhacím závodě družstev, ženy na tratích 500 m, 1000 m, 1500 m, 3000 m a 5000 m a ve stíhacím závodě družstev. Stíhací závody družstev měly v Turíně svoji olympijskou premiéru.

## Medailové pořadí zemí
| Pořadí  | Země                         | Zlato | Stříbro | Bronz | Celkově |
| ------- | ---------------------------- | ----- | ------- | ----- | ------- |
| 1.      | Spojené státy americké (USA) | 3     | 3       | 1     | 7       |
| 2.      | Nizozemsko (NED)             | 3     | 2       | 4     | 9       |
| 3.      | Kanada (CAN)                 | 2     | 4       | 2     | 8       |
| 4.      | Itálie (ITA)                 | 2     | 0       | 1     | 3       |
| 5.      | Německo (GER)                | 1     | 1       | 1     | 3       |
| 5.      | Rusko (RUS)                  | 1     | 1       | 1     | 3       |
| 7.      | Čína (CHN)                   | 0     | 1       | 1     | 2       |
| 8.      | Jižní Korea (KOR)            | 0     | 0       | 1     | 1       |
| Celkově | Celkově                      | 12    | 12      | 12    | 36      |

## Medailisté

### Muži

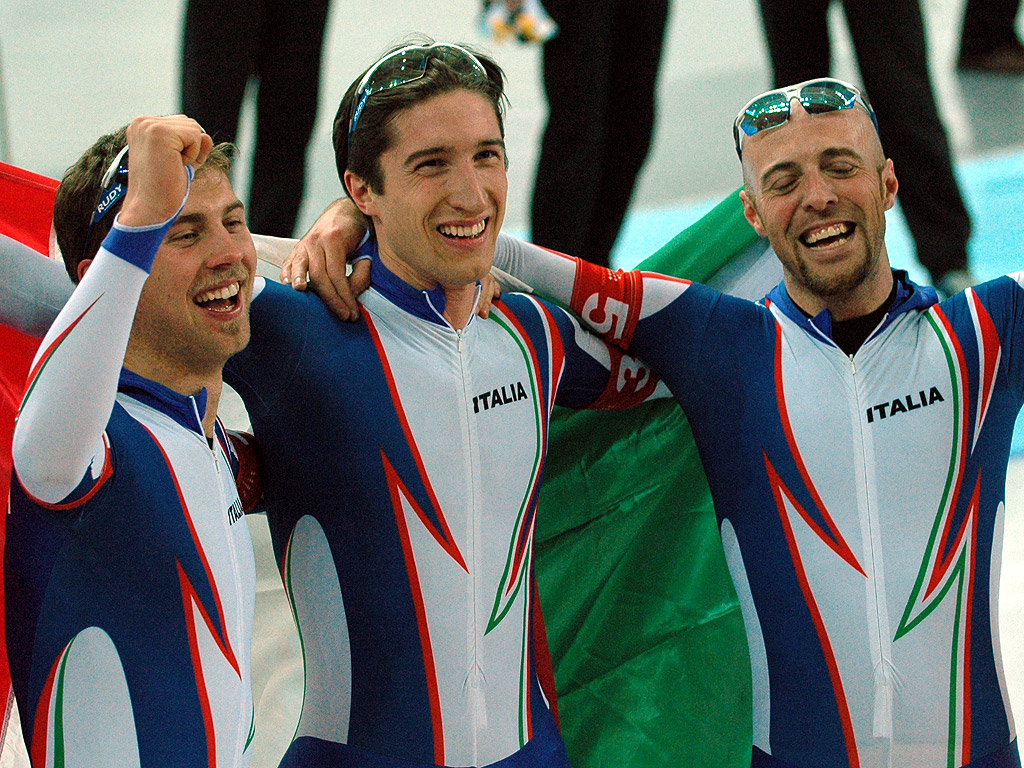
Italské družstvo po vítězném závodě

| Závod                  | Zlato                                                                                    | Zlato    | Stříbro                                                                                         | Stříbro  | Bronz                                                                                              | Bronz    |
| ---------------------- | ---------------------------------------------------------------------------------------- | -------- | ----------------------------------------------------------------------------------------------- | -------- | -------------------------------------------------------------------------------------------------- | -------- |
| 500 metrů              | Joey Cheek · Spojené státy americké (USA)                                                | 69,76    | Dmitrij Dorofejev · Rusko (RUS)                                                                 | 70,41    | I Kang-sok · Jižní Korea (KOR)                                                                     | 70,43    |
| 1000 metrů             | Shani Davis · Spojené státy americké (USA)                                               | 1:08,89  | Joey Cheek · Spojené státy americké (USA)                                                       | 1:09,19  | Erben Wennemars · Nizozemsko (NED)                                                                 | 1:09,32  |
| 1500 metrů             | Enrico Fabris · Itálie (ITA)                                                             | 1:45,96  | Shani Davis · Spojené státy americké (USA)                                                      | 1:46,13  | Chad Hedrick · Spojené státy americké (USA)                                                        | 1:46,22  |
| 5000 metrů             | Chad Hedrick · Spojené státy americké (USA)                                              | 6:14,68  | Sven Kramer · Nizozemsko (NED)                                                                  | 6:16,40  | Enrico Fabris · Itálie (ITA)                                                                       | 6:18,25  |
| 10 000 metrů           | Bob de Jong · Nizozemsko (NED)                                                           | 13:01,57 | Chad Hedrick · Spojené státy americké (USA)                                                     | 13:05,40 | Carl Verheijen · Nizozemsko (NED)                                                                  | 13:08,80 |
| stíhací závod družstev | Itálie (ITA) · Matteo Anesi · Stefano Donagrandi* · Enrico Fabris · Ippolito Sanfratello | 3:44,36  | Kanada (CAN) · Arne Dankers · Steven Elm · Denny Morrison* · Jason Parker* · Justin Warsylewicz | 3:47,28  | Nizozemsko (NED) · Sven Kramer · Rintje Ritsma* · Mark Tuitert · Carl Verheijen · Erben Wennemars* | 3:44,53  |

* Závodníci, kteří se nezúčastnili finálových jízd.

### Ženy

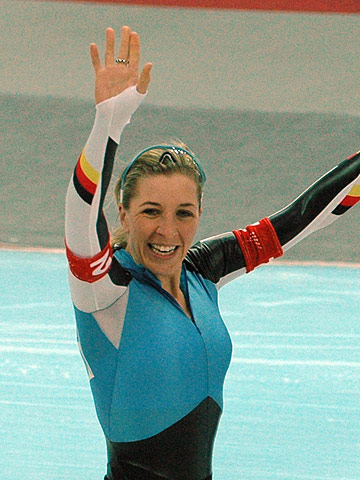
Anni Friesingerová při stíhacím závodě družstev

| Závod                  | Zlato | Zlato   | Stříbro | Stříbro | Bronz | Bronz                |
| ---------------------- | --- | ------- | --- | ------- | --- | -------------------- |
| 500 metrů              | Světlana Žurovová · Rusko (RUS)                                                                                                  | 76,57   | Wang Man-li · Čína (CHN)                                                                                            | 76,78   | Žen Chuej · Čína (CHN) | 76,87                |
| 1000 metrů             | Marianne Timmerová · Nizozemsko (NED)                                                                                            | 1:16,05 | Cindy Klassenová · Kanada (CAN)                                                                                     | 1:16,09 | Anni Friesingerová · Německo (GER)                                                                                            | 1:16,11              |
| 1500 metrů             | Cindy Klassenová · Kanada (CAN)                                                                                                  | 1:55,27 | Kristina Grovesová · Kanada (CAN)                                                                                   | 1:56,74 | Ireen Wüstová · Nizozemsko (NED)                                                                                              | 1:56,90              |
| 3000 metrů             | Ireen Wüstová · Nizozemsko (NED)                                                                                                 | 4:02,43 | Renate Groenewoldová · Nizozemsko (NED)                                                                             | 4:03,48 | Cindy Klassenová · Kanada (CAN)                                                                                               | 4:04,37              |
| 5000 metrů             | Clara Hughesová · Kanada (CAN)                                                                                                   | 6:59,07 | Claudia Pechsteinová · Německo (GER)                                                                                | 7:00,08 | Cindy Klassenová · Kanada (CAN)                                                                                               | 7:00,57              |
| stíhací závod družstev | Německo (GER) · Daniela Anschützová-Thomsová · Anni Friesingerová · Lucille Opitzová* · Claudia Pechsteinová · Sabine Völkerová* | 3:01,25 | Kanada (CAN) · Kristina Grovesová · Clara Hughesová · Cindy Klassenová* · Christine Nesbittová · Shannon Rempelová* | 3:02,91 | Rusko (RUS) · Jekatěrina Abramovová · Varvara Baryševová* · Galina Lichačovová* · Jekatěrina Lobyševová · Světlana Vysokovová | dostihl japonský tým |

* Závodnice, které se nezúčastnily finálových jízd.

## Program
| Den    | Datum          | Zahájení (SEČ) | Závod                       | Fáze                    |
| ------ | -------------- | -------------- | --------------------------- | ----------------------- |
| den 2  | 11. února 2006 | 15:30          | 5000 m muži                 | 5000 m muži             |
| den 3  | 12. února 2006 | 16:30          | 3000 m ženy                 | 3000 m ženy             |
| den 4  | 13. února 2006 | 15:30          | 500 m muži                  | 500 m muži              |
| den 5  | 14. února 2006 | 16:00          | 500 m ženy                  | 500 m ženy              |
| den 6  | 15. února 2006 | 17:00          | stíhací závod družstev muži | rozjížďky a čtvrtfinále |
| den 6  | 15. února 2006 | 17:00          | stíhací závod družstev ženy | rozjížďky a čtvrtfinále |
| den 7  | 16. února 2006 | 17:00          | stíhací závod družstev muži | semifinále a finále     |
| den 7  | 16. února 2006 | 17:00          | stíhací závod družstev ženy | semifinále a finále     |
| den 9  | 18. února 2006 | 17:00          | 1000 m muži                 | 1000 m muži             |
| den 10 | 19. února 2006 | 17:00          | 1000 m ženy                 | 1000 m ženy             |
| den 12 | 21. února 2006 | 16:00          | 1500 m muži                 | 1500 m muži             |
| den 13 | 22. února 2006 | 17:00          | 1500 m ženy                 | 1500 m ženy             |
| den 15 | 24. února 2006 | 15:00          | 10 000 m muži               | 10 000 m muži           |
| den 16 | 25. února 2006 | 16:30          | 5000 m ženy                 | 5000 m ženy             |

## Zúčastněné země
- Belgie (1)
- Bělorusko (1)
- Česko (1)
- Čína (15)
- Finsko (4)
- Itálie (8)
- Japonsko (19)
- Jižní Korea (14)
- Kanada (18)
- Kazachstán (4)
- Německo (13)
- Nizozemsko (20)
- Norsko (10)
- Polsko (5)
- Rakousko (1)
- Rumunsko (2)
- Rusko (19)
- Spojené státy americké (18)
- Švédsko (2)

### Česká výprava
Českou výpravu vedl trenér Petr Novák a tvořila ji jedna žena:
- Martina Sáblíková – 3000 m (7. místo), 5000 m (4. místo)